# Месснер, Хайнрих
Хайнрих Месснер (нем. Heinrich Messner; 1 сентября 1939, Обернберг-на-Бреннере — 19 октября 2023) — австрийский горнолыжник, выступавший в 1960-х годах. Призёр Олимпийских игр и чемпионата мира. Победитель первого в истории этапа Кубка мира.

## Карьера
Родился в день начала Второй мировой войны.
В 1964 году Хайнрих Месснер дебютировал на Олимпийских играх, где выступал только в скоростном спуске и замкнул там десятое место, проиграв победившему соотечественнику Циммерману 2,58 с. Через два года на мировом первенстве в чилийском Портильо остановился в шаге от медали в скоростном спуске, показав четвёртое время.
В 1967 году был организован Кубок мира. Первый старт турнира прошёл 5 января 1967 года в немецком Берхтесгадене, где сильнейшие спортсмены мира соревновались в слаломе. Победителем премьерного этапа стал именно Месснер. При этом для австрийца эта победа оказалась единственной в карьере несмотря на то, что в последующие годы он 15 раз попадал на кубковый подиум. Первый кубковый сезон Месснер завершил на втором месте в общем зачёте, проиграв только Жан-Клоду Килли, который выиграл двенадцать стартов из семнадцати.
На Олимпиаде в Гренобле Месснер стал бронзовым призёром в гигантском слаломе, уступив 2,55 с Жан-Клоду Килли. В скоростном спуске австриец стал четвёртым, в слаломе показал 14-й результат. По результатам трёх видов программы Месснер показал третью сумму в зачёте комбинации и получил бронзовую медаль чемпионата мира (в 1968 году комбинация не входила в олимпийскую программу, поэтому её результаты считались только как результаты чемпионата мира).
В 1972 году на Играх в Саппоро 32-летний австриец стартовал только в скоростном спуске и смог завоевать бронзовую медаль, уступив 0,97 сек швейцарскому горнолыжнику Бернарду Русси. После олимпийского сезона завершил спортивную карьеру.
После окончания карьеры возглавил женскую сборную Австрии, которую возглавлял два года. В это время ученица Месснера Аннемари Мозер-Прёль дважды побеждала в общем зачёте Кубка мира. В дальнейшем возглавлял собственную лыжную школу в Штайнахе-на-Бреннере.

## Зимние Олимпийские игры
| Олимпийские игры | Скоростной спуск | Гигантский слалом | Слалом |
| ---------------- | ---------------- | ----------------- | ------ |
| 1964 Инсбрук     | 10               | —                 | —      |
| 1968 Гренобль    | 4                | 3                 | 14     |
| 1972 Саппоро     | 3                | —                 | —      |